# Жизнь (журнал, 1910)
«Жизнь» — российский общественно-политический журнал, распространявший идеи ликвидаторского течения меньшевистской фракции РСДРП. Издавался в 1910 году в Москве вместо закрытого журнала «Возрождение».

## Характеристики издания
Часть денежных средств, необходимых для появления журнала «Жизнь», была получена меньшевиками благодаря субсидии руководства Социал-демократической партии Германии.
Журнал печатался в типографии А. А. Левенсон. Его издателями были А. И. Левина и Р. М. Бонар.
Высота издания составляла 26 см, объём — от 80 до 88 столбцов. Всего вышло два номера: № 1 [30 августа (12 сентября)] и № 2 [20 сентября (3 октября)].

## Редакция и сотрудники
В состав редакции входили Сергей Ежов, Владимир Иков (под псевдонимом «Миров») и Борис Цетлин (под псевдонимом «Г. Батурский»).
С журналом сотрудничали многие известные деятели РСДРП, в том числе Любовь Аксельрод, Павел Аксельрод, Фёдор Дан, Лев Дейч, Александра Коллонтай, Юрий Ларин, Владимир Левицкий, Александр Потресов, Юлий Мартов, Александр Мартынов и другие.

## Содержание
Материалы журнала были разделены на несколько рублик и отделов: «Внутреннее обозрение», «Из рабочей жизни», «Из заграничной жизни», «Хроника».
В программной статье Юлия Мартова, опубликованной в № 1, автор обосновывал необходимость и возможность функционирования легального социал-демократического движения в Российской Империи.
В журнале печатались сведения о развитии кооперации в деревне, о женском и профессиональном движении, а также материалы о VIII конгрессе Второго интернационала в Копенгагене.

## После закрытия
После прекращения выпуска «Жизни» меньшевики-ликвидаторы начали издавать журнал «Дело жизни» (Санкт-Петербург, 1911 год, 9 номеров).